# Erwin Deckers
Erwin Deckers (Tongeren, 6 juli 1970) is een Belgisch voormalig radiopresentator en oud-directeur Strategie van DPG Media (tot mei 2019: VMMa). Sinds eind 2019 is hij begeleider van creatief talent in de media.

## Biografie

### Radio
Erwin Deckers begon zijn radio-carrière bij de lokale radiozenders Radio Tongeren en Arcan Radio in Bilzen. Toen hij Communicatiewetenschappen aan de Vrije Universiteit Brussel ging studeren, combineerde hij deze studie met een stagecontract bij het net opgerichte Radio Donna.
Hier werkte Deckers vanaf 1992 als redacteur-presentator. Hij presenteerde onder andere “DOS: Deckers Omroep Stichting” (vanaf 1997) op de zondagvoormiddag. Al gauw werd hij producer van “De Bumpershow” en “Met Donna door de nacht”. Hij was bovendien webmaster van de Donna-website. Na enkele jaren kreeg Deckers in 2000 de kans om samen met Sven Ornelis het ochtendprogramma Deckers en Ornelis te presenteren. 
Acht maanden later maakten de twee samen de overstap van de openbare omroep VRT naar VMMa, het moederbedrijf van VTM. Deckers kreeg daar de verantwoordelijkheid over een nieuw radiostation, Q-music.
Deckers en Ornelis presenteerden De Deckers en Ornelis Ochtendshow en later Deckers en Ornelis Showtime elke ochtend tussen 6 en 9 uur. 
Naast het programma was Deckers ook programmadirecteur van Q-music Vlaanderen en Q-music Nederland.
Op 3 september 2008 kondigde Deckers live on air aan na acht jaar te stoppen met Deckers en Ornelis Showtime om zich volledig te kunnen inzetten voor zijn functie als programmadirecteur. Hij werd vervangen door Kurt Rogiers, waarna de ochtendshow van Q als Ornelis en Rogiers Showtime door het leven ging.
Op 13 januari 2011 werd bekendgemaakt dat Wim Oosterlinck de nieuwe programmadirecteur van Q-music werd en hiermee Erwin Deckers opvolgde. Deckers zelf zou vanaf nu ook naast zijn taken als algemeen programmadirecteur van de Qgroup (Q-music (België), Q-music Nederland en JOE fm) ook de marketing en communicatie van de Belgische radiostations van Qgroup voor zijn rekening nemen.

### Televisie
In 2012 werd Deckers directeur strategie van de VMMa, en later CCO (chief content officer) waardoor hij verantwoordelijk werd voor de content- en merkstrategie van alle audiovisuele merken in België en Nederland. Hij positioneerde VTM als een 'warme' familiezender. Een voorbeeld hiervan was het schrappen van ‘Oh oh Cherso als een van zijn eerste beleidsacties, omdat dit realityprogramma volgens Deckers niet paste bij respectvolle televisie. Vanaf 
In 2019 verliet hij DPG Media, de opvolger van VMMa, om coach van creatief talent te worden.

### Podcast
Eind 2021 zal hij als consultant het audio productiehuis van De Tijd opstarten en zo staat hij begin 2022 mee aan de wieg van de dagelijkse nieuws-podcast "De 7".
In 2023 produceert en presenteert Deckers de podcast "De Aionauten". Samen met het audioteam van De Tijd experimenteert hij een maand lang met artificiële intelligentie wat resulteert in een korte reeks van 4 afleveringen.

## Varia
- Deckers had in 2008, samen met Ornelis, een cameo in de Samson en Gert-film Hotel op stelten (film).
- Deckers sprak in The Incredibles (2004) enkele overige Vlaamse stemmen.
- Deckers sprak in Cars (2006) en Cars 3 (2017) de Vlaamse stem in van het personage Bob Cutlass.